# Infantesa (1933-1934)
Infantesa va ser una publicació infantil en català editada a Igualada els anys 1933 i 1934.

## Descripció i continguts
Portava el subtítol «Portantveu de la semi-colònia escolar».
Es publicava solament els mesos de juliol i agost. Tenia vuit pàgines, a dues columnes, amb un format de 22 x 16 cm. Se'n van publicar vuit números: quatre l'any 1933 i quatre més el 1934, amb la numeració continuada. El primer número va sortir el 26 de juliol de 1933 i l'últim, el 8, el 23 d'agost de 1934.
Al primer article deien «Gràcies a l'Ajuntament no es veuen tants infants pel carrer com anys endarrere ... Perquè l'Ajuntament se'n preocupa i ha sabut organitzar una Semi-Colònia amb la col·laboració de Palestra i l'Associació Protectora de l'Ensenyança Catalana».
Els nens passaven el dia en un grup escolar als afores de la ciutat i feien esport, treballs manuals, dibuixos, jocs, excursions, cinema, etc. Una de les activitats era la confecció d'aquesta publicació, on hi ha informació del què feien a la semi-colònia i també dibuixos, acudits, passatemps i narracions curtes.
Entre els nens que hi col·laboraven hi havia Regina Ferrer Ubach, Antoni Subirana, Manuel Mateu i Antoni Noguera.

## Localització
- Biblioteca Central d'Igualada. Plaça de Cal Font. Igualada (col·lecció completa).